# Perșostepanivka, Melitopol
Perșostepanivka (în ucraineană Першостепанівка) este un sat în comuna Novobohdanivka din raionul Melitopol, regiunea Zaporijjea, Ucraina.

## Demografie
Componența lingvistică a localității Perșostepanivka
     Rusă (93,75%)
     Ucraineană (6,25%)
Conform recensământului din 2001, majoritatea populației localității Perșostepanivka era vorbitoare de rusă (93,75%), existând în minoritate și vorbitori de ucraineană (6,25%).